# Organització territorial de Palau
El conjunt d'illes de la República de Palau, dins de l'arxipèlag de les Carolines, s'estenen de nord-est a sud-oest en una alineació que cobreix uns 800 km de distància. Administrativament, Palau està dividit en setze estats, cadascun d'ells dotat de les seves pròpies convencions constitucionals i els seus governs locals. Deu d'aquests estats es troben a l'illa de Babeldaob, que és la més gran de l'arxipèlag, un 72% dels 458 km2 del total. Els altres es reparteixen a les 300 illes i illots restants.

## Llista d'estats

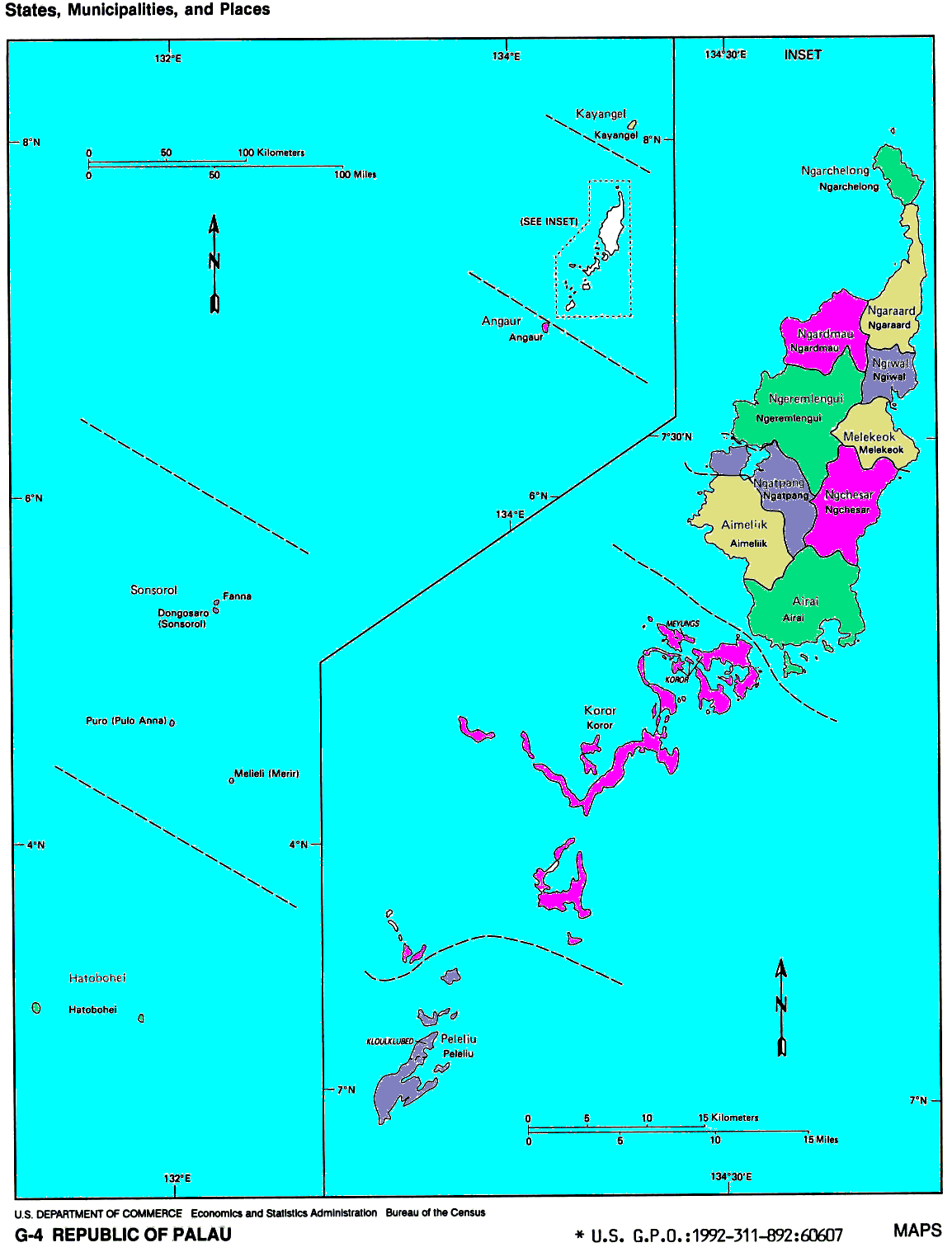
Mapa de Palau, amb els estats.

Ordenats de Nord a Sud, els estats de Palau són els següents:
| Estat        | Superfície | Població | Illa Principal |
| ------------ | ---------- | -------- | -------------- |
| Kayangel     | 3          | 188      | Kayangel       |
| Ngarchelong  | 10         | 488      | Babeldaob      |
| Ngaraard     | 36         | 581      | Babeldaob      |
| Ngardmau     | 47         | 166      | Babeldaob      |
| Ngiwal       | 26         | 223      | Babeldaob      |
| Ngeremlengui | 65         | 317      | Babeldaob      |
| Melekeok     | 28         | 391      | Babeldaob      |
| Ngchesar     | 41         | 254      | Babeldaob      |
| Ngatpang     | 47         | 464      | Babeldaob      |
| Aimeliik     | 52         | 270      | Babeldaob      |
| Airai        | 44         | 2.723    | Babeldaob      |
| Koror        | 18         | 12.676   | Koror          |
| Peleliu      | 13         | 702      | Peleliu        |
| Angaur       | 8          | 320      | Angaur         |
| Sonsorol     | 4          | 100      | Sonsorol       |
| Hatohobei    | 3          | 44       | Hatohobei      |